# 彼得里夫卡 (博霍杜希夫區)
50°19′35″N 35°54′18″E / 50.32639°N 35.90500°E
彼得里夫卡（烏克蘭語：Петрівка）是位於烏克蘭東部的村莊，由哈爾科夫州博霍杜希夫區的佐洛奇夫市鎮負責管轄。該村始建於1700年，面積0.32平方公里，海拔高度188米，2001年人口266，人口密度每平方公里821人。